# Високоскоростен железопътен транспорт
Високоскоростният железопътен транспорт осигурява движението на влакове със скорост над 200 km/h. Движението на такива влакове се извършва по специален релсов път без или с магнитна възглавница (Маглев).
Съвременните високоскоростни влакове се движат с 350 – 400 km/h, а при изпитания могат да ускоряват до 560 – 580 km/h. Благодарение на тази висока скорост те са сериозна конкуренция пред другите видове наземен транспорт, запазвайки характерните влакови предимства – ниска себестойност на превозите при голям обем на превозените пътници.
За първи път редовното движение на високоскоростни влакове започва през 1964 г. в Япония по проекта Шинкансен. През 1981 такива влакове влизат в експлоатация и във Франция, а скоро след това голяма част от Западна Европа, включително Великобритания, е обхваната от единна високоскоростна железопътна мрежа. В началото на XXI век световен лидер при високоскоростните влакове става Китай, като шанхайският Маглев превозва хората от центъра до летището (на 30 km) само за 7 минути и 20 секунди, максимална скорост от 431 km/h и средна 250 km/h.
Някои високоскоростни влакове:
- TGV, високоскоростен влак на френските железници
- Талис, международен скоростен влак, базиран на TGV
- ICE, високоскоростен влак на германските железници Дойче бан
- Eurostar, международен високоскоростен влак, свързващ островна Великобритания и континентална Европа през Евротунела
- Шинкансен, японски високоскоростен влак. Първият влак, в експлоатация, движещ се със скорост над 200 km/h
- Маглев, високоскоростен влак на магнитна възглавница. За разлика от останалите широко разпространени влакове, Маглев изисква специално трасе, по което не могат да се движат обикновени влакове, което силно ограничава приложението му.